# La Genevraie
La Genevraie település Franciaországban, Orne megyében. Lakosainak száma 91 fő (2022. január 1.). La Genevraie Brullemail, Ferrières-la-Verrerie, Planches és Saint-Léonard-des-Parcs községekkel határos.

## Népesség
A település népességének változása:
| Lakosok száma | 108  | 110  | 98   | 92   | 91   | 90   | 90   | 91   |
|               | 2013 | 2015 | 2017 | 2018 | 2019 | 2020 | 2021 | 2022 |